# Jellyella
Jellyella is een geslacht van mosdiertjes uit de familie van de Membraniporidae. De wetenschappelijke naam van het geslacht is voor het eerst geldig gepubliceerd in 1997 door Taylor & Monks.

## Soorten
De volgende soorten zijn bij het geslacht ingedeeld:
- Jellyella brasiliensis Vieira, Almeida & Winston, 2016
- Jellyella eburnea (Hincks, 1891)
- Jellyella tuberculata (Bosc, 1802)
- Jellyella tuberculatoidea (Liu, 1999)